# Tilia dasystyla
Tilia dasystyla là một loài thực vật có hoa trong họ Cẩm quỳ. Loài này được Steven miêu tả khoa học đầu tiên năm 1832.